# James Moore (femkampare)
James Warren Moore, född 20 februari 1935 i Erie, är en amerikansk före detta femkampare.
Moore blev olympisk silvermedaljör i modern femkamp vid sommarspelen 1964 i Tokyo.